# Эдвардс, Отелли
Отелли Эдвардс (родилась 19 ноября 1986 года) — сингапурская ведущая новостей, журналист и ведущая с двадцатилетней карьерой в медиа-сфере. Работала на телевидении, радио, в подкастах и печатных изданиях. В настоящее время Эдвардс является ведущей новостной ведущей на канале Channel NewsAsia (CNA), подразделении Mediacorp, где она ведет флагманский выпуск новостей сети — «East Asia Tonight». В этой роли она освещает значимые вопросы в регионе Восточной Азии, включая политику, экономику и рынки, с целью углубления понимания Азии мировой аудиторией.

## Ранние годы и образование
Отелли Эдвардс родилась в Сингапуре 19 ноября 1986 года. Она получила высшее образование в Национальном университете Сингапура (NUS), окончив его с дипломом бакалавра искусств в области коммуникаций и новых медиа.

## Карьера

### Mediacorp
В течение своей работы в Mediacorp Эдвардс участвовала в различных форматах медиа, включая телевидение, радио, подкасты и печатные издания. Ее основная деятельность в Mediacorp связана с Channel NewsAsia (CNA), где она занимает должность ведущей новостной ведущей. В настоящее время она является главным ведущим программы «East Asia Tonight», часового выпуска новостей, транслируемого каждый будний вечер, который фокусируется на ежедневных событиях в материковом Китае, Тайване, Гонконге, Японии, Северной и Южной Корее, а также кратко освещает срочные новости и международные события. В этой роли она рассматривает актуальные вопросы, связанные с политикой, экономикой и рынками в регионе Восточной Азии.
Эдвардс также занимала значимые роли в других новостных программах Mediacorp. Она была главным ведущим программы «News Tonight» (ранее известной как «News 5») по будням с 31 декабря 2014 года по 19 октября 2020 года. Кроме того, в ее послужном списке числится «Singapore Today», где она совместно вела специальную программу под названием «Ask The Finance Minister 2025». Она также участвовала в программе «Asia First». Кроме того, Эдвардс была ведущей программы текущих событий и информационно-образовательного шоу «On the Red Dot» с 2013 по 2014 год. Программа транслировалась на канале Mediacorp Channel 5, а затем повторялась на CNA.

### Известные интервью и репортажи
За свою карьеру Эдвардс брала интервью у множества влиятельных фигур, включая премьер-министра Индии Нарендру Моди, генерального директора BlackRock Ларри Финка, легендарного боксера Мэнни Пакьяо и музыканта Канье Уэста. Она также освещала множество ключевых мировых событий, таких как убийства Беназир Бхутто и Синдзо Абэ, государственный переворот в Мьянме и значимые региональные выборы.
Среди примечательных интервью — беседа с министром иностранных дел Сингапура доктором Вивианом Балакришнаном о последствиях COVID-19 и отставке премьер-министра Японии Синдзо Абэ, транслировавшаяся в программе «News 5». Она также взяла интервью у министра образования Чан Чун Синга о возможном влиянии тарифов Трампа на экономику Сингапура. Эдвардс беседовала с представителем Международной федерации обществ Красного Креста и Красного Полумесяца (IFRC) о доставке помощи в Газу. Ее работа распространяется на подкасты, так как она является соведущей подкаста «Deep Dive», где она брала интервью у политических кандидатов, таких как Онг Лю Пинг от Рабочей партии и Жасмин Лау от Партии народного действия в преддверии выборов GE2025. Она также взяла интервью у профессора Квентина Паркера из Университета Гонконга о сравнении китайской спутниковой группировки с Starlink Илона Маска. Кроме того, Эдвардс брала интервью у профессоров Лео Йи-Син и Оои Энг Эонга об опыте Сингапура во время пандемии COVID-19, а также у практикующего врача по долголетию о секретах долгой жизни. Ее репортажи также включают сюжеты о тенденциях, таких как «тихая роскошь» в Китае, которые она обсуждала в «East Asia Tonight». Она также предоставила анализ геополитических событий, таких как авиаудары Пакистана по целям боевиков в Иране, с комментариями старшего научного сотрудника RSIS, и взяла интервью у экономиста о краткосрочных циклических проблемах Китая. Кроме того, она участвовала в обзоре Всемирного экономического форума в Даляне.

### Медиа-тренинги
Эдвардс проводит семинары по медиа-тренингам для государственных министерств, университетов и компаний.

## Награды и признание
Эдвардс была ведущей церемонии AIBs (Ассоциации международного вещания) 2024 года в Лондоне, престижного мероприятия, признающего выдающиеся достижения в журналистике и фактическом контенте вещателей по всему миру. В 2011 году она была ведущей церемонии вручения наград по недвижимости Юго-Восточной Азии, проходившей в Сингапуре. Программа «On the Red Dot», которую она соведущая, была номинирована на премию ContentAsia Awards 2023 в категории «Лучшая адаптация телевизионного формата (неигрового)» в Азии.

## Фильмография/Телевизионные работы
Некоторые телевизионные программы и роли ведущей, которые занимала Отелли Эдвардс:
| Название программы            | Роль         | Годы активности         |
| ----------------------------- | ------------ | ----------------------- |
| News Tonight (ранее News 5)   | Ведущая      | 2014-2020               |
| Singapore Today               | Ведущая/Хост | Неизвестно              |
| Asia First                    | Ведущая/Хост | Неизвестно              |
| East Asia Tonight             | Ведущая      | 2024-по настоящее время |
| On the Red Dot                | Ведущая      | 2013-2014               |
| Ask The Finance Minister 2025 | Хост         | 2025                    |